# Бургіньйот
Бургіньйо́т (фр. bourguignotte), бургундський шолом, бургоне́т, шту́рмак, штурмовий шолом (пол. szturmak, нім. Sturmhaube — «штурмова шапка») — цільний європейський шолом раннього нового часу.
Використовувався у XVI—XVII століттях в ландскнехтській піхоті, серед пікінерів, а також кінноті — рейтарів, кірасирів, драгунів.
У Речі Посполитій деякий час штурмаки використовували гусари.

## Галерея

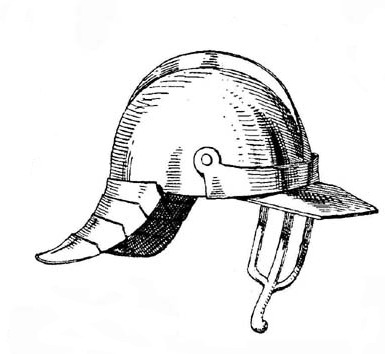
XVI ст.
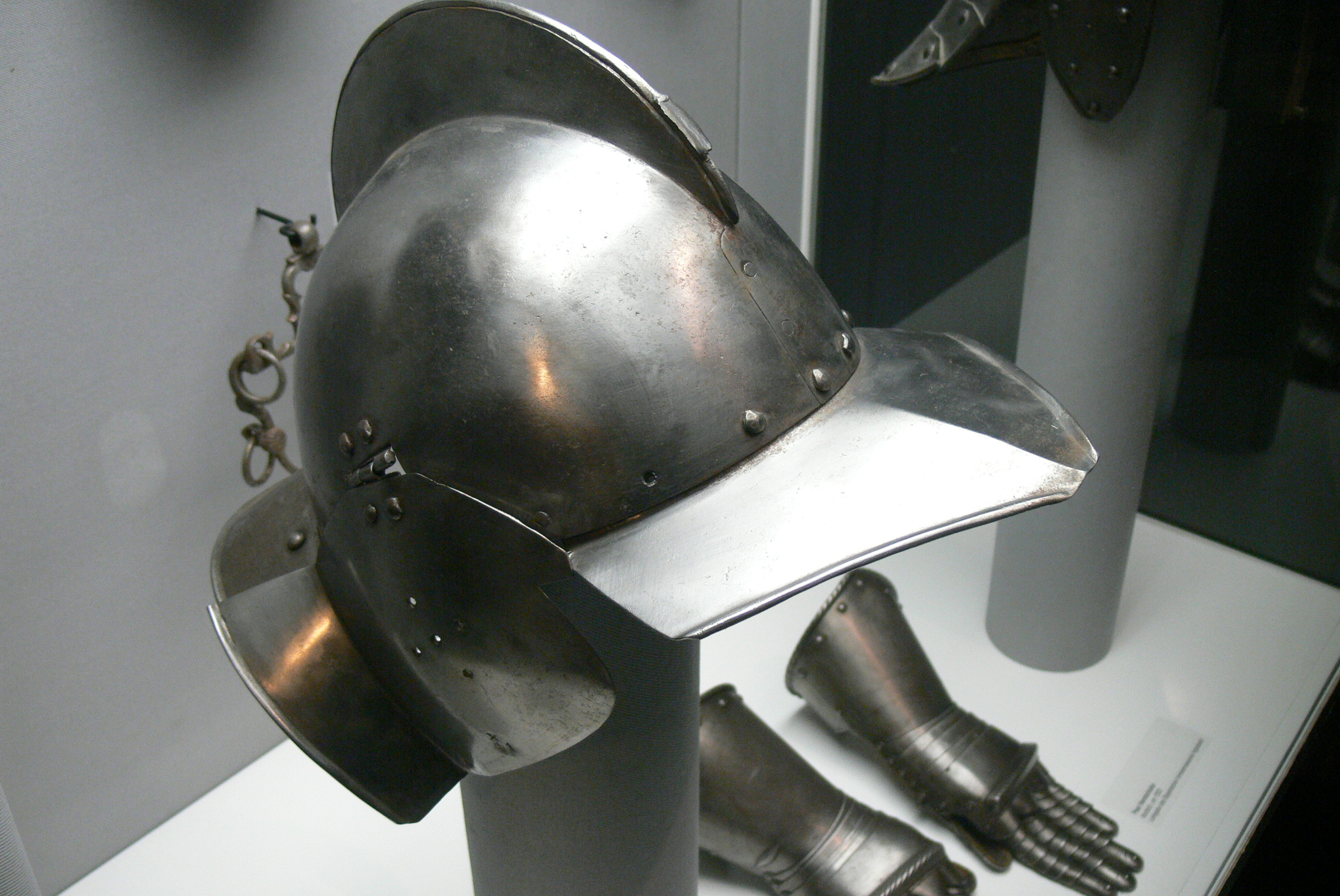
1580 р.
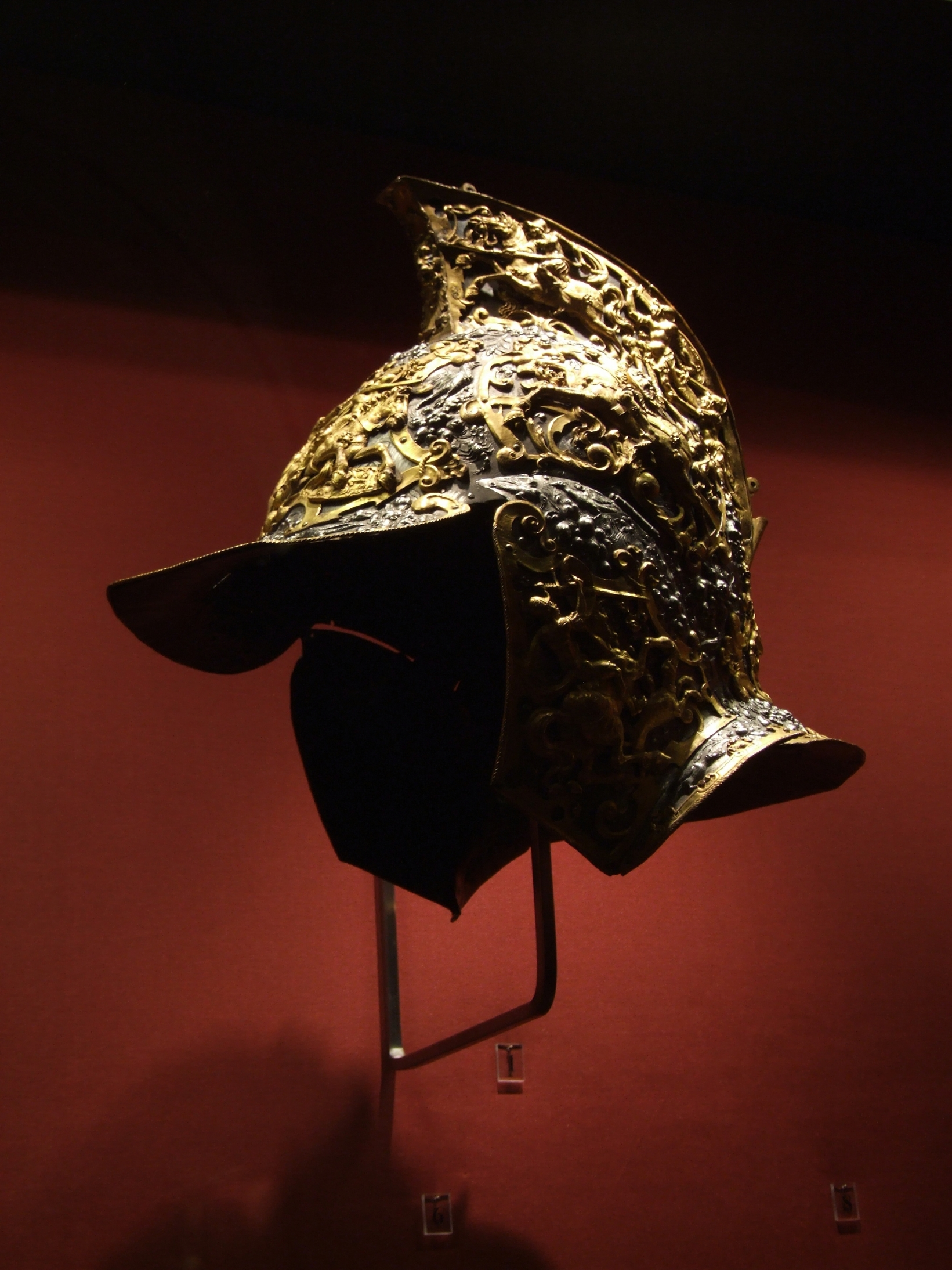
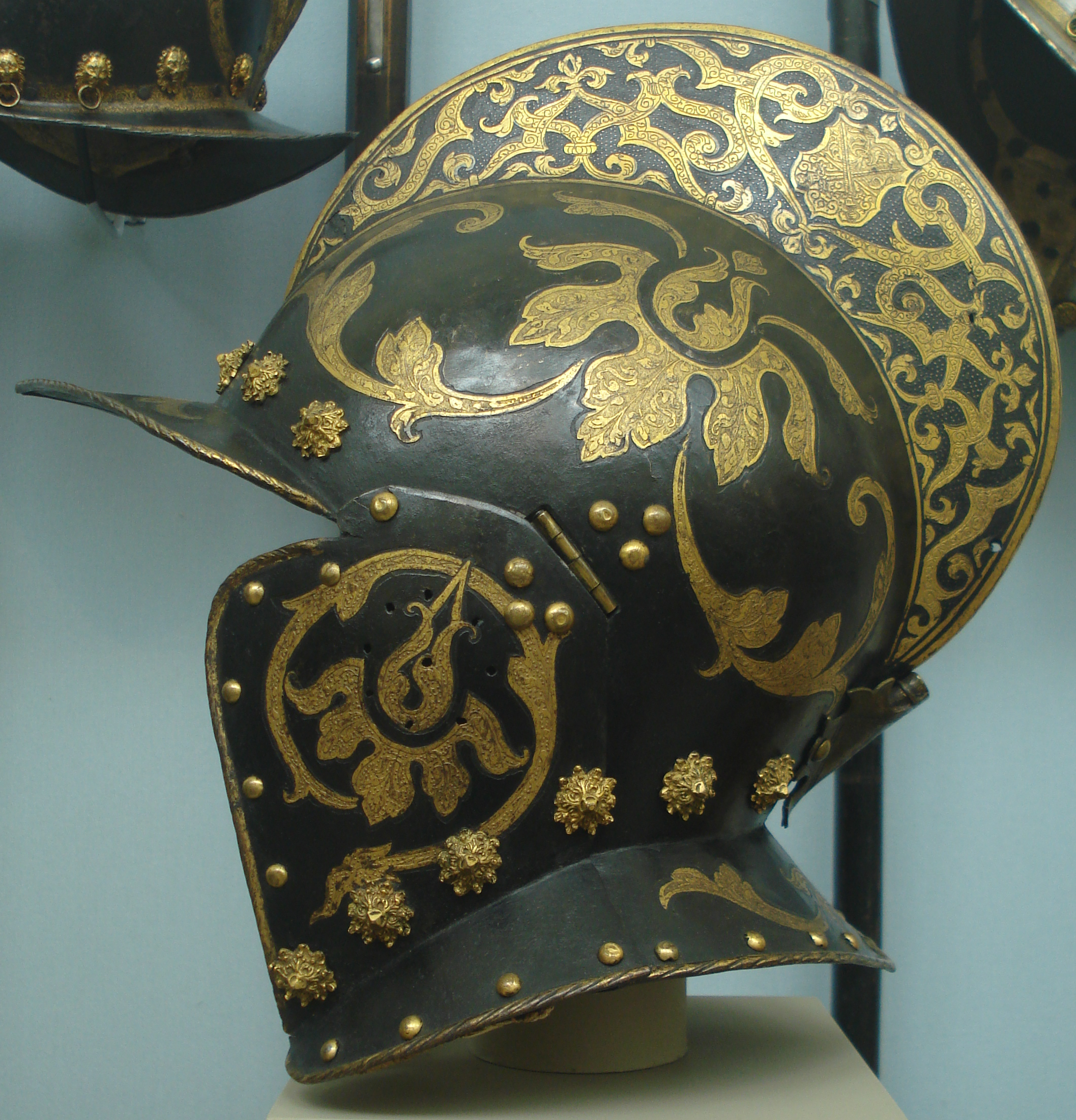
1575-1600 рр.
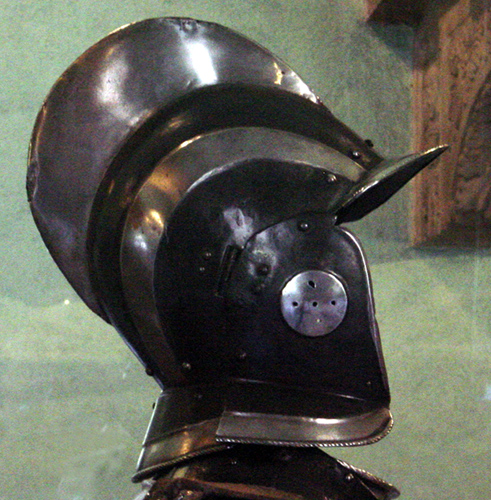